# Сновская
Сновска́я — деревня Верхнеломовецкого сельского поселения Долгоруковского района Липецкой области.

## География
Деревня Сновская находится в юго-восточной части Долгоруковского района, в 24 км к юго-востоку от села Долгоруково. Располагается на берегах реки Снова.

## История
Сновская возникла не позднее 1 половины XIX века. В «Списке населённых мест Воронежской губернии» 1859 года упоминается как два селения: первое — деревня владельческая «Александровка-Сновская (Никишкино)» при реке Богатой Снове, в ней 8 дворов и 117 жителей; второе — сельцо владельческое «Сновское», 3 двора, 75 жителей.
Название «Сновская», по реке, на которой расположена деревня, прежнее — «Никишкино» или «Никишкины Хутора», от имени Никита или фамилии Никишин.
В 1900 году в Сновской отмечается 42 двора, в которых проживает 337 жителя. По переписи 1926 года в Сновской 59 дворов, 320 жителей. В 1932 году — 385 жителей.
В начале XX века деревня относилась к Калабинской волости Землянского уезда Воронежской губернии. С 1928 года Сновская вошла в состав Долгоруковского района Елецкого округа Центрально-Чернозёмной области. После разделения ЦЧО в 1934 году, деревня Сновская в составе Долгоруковского района Воронежской, с 1935 года — Курской, с 1939 года — Орловской, а с 1954 года вновь образованной Липецкой области.
С начала XXI века в Сновской нет постоянного населения.

## Население
| 2010 |
| ---- |
| 0    |

## Транспорт
Сновская связана грунтовыми дорогами с сёлами Калабино и Нижний Ломовец, деревней Котлеевка.